# St. Galler Nachrichten
St. Galler Nachrichten ist eine rechtskonservative regionale Gratis-Wochenzeitung aus St. Gallen in der Schweiz. Sie erscheint einmal wöchentlich, jeweils am Mittwoch, in Stadt und Region St. Gallen und u. a. in Abtwil, Gossau, Mörschwil, Waldkirch, Herisau, Grub, Hundwil, Teufen. Die St. Galler Nachrichten haben eine verbreitete Auflage von 68'363 (Vj. 68'055) Exemplaren und eine Reichweite von 72'000 Lesern (WEMF MACH Basic 2020-1) einschliesslich der Kopfblätter Gossauer Nachrichten und Herisauer Nachrichten. Geschäftsleiter ist Roger Mazenauer.
Die Zeitung wird von der Swiss Regiomedia AG herausgegeben. Sowohl Christoph Blocher als auch seine Tochter Rahel Blocher sind Mitglied bzw. Präsidentin des Verwaltungsrats des Unternehmens. In der ganzen Deutschschweiz gibt die Swiss Regiomedia AG 27 weitere Wochenzeitungen heraus, darunter die Winterthurer Zeitung als grösste des Verlags, die Wiler Nachrichten, die Luzerner Rundschau und die Aarauer Nachrichten. Der Verlag (damals Zehnder Regiomedia AG, Wil SG) wurde zusammen mit der ebenfalls der Familie Zehnder gehörenden Zuger Woche AG, die die Zuger Woche herausgibt, im August 2017 rückwirkend auf den 1. Januar 2017 von der BaZ Holding AG (heute: Zeitungshaus AG) übernommen, der bis zu deren Übernahme durch Tamedia auch die Basler Zeitung Medien mit der Basler Zeitung gehörten.